# Zinkpo
Zinkpo, também chamado Trono de Daomé, era um trono real, proveniente de Daomé, atual Benim. Era um dos principais objetos em exposição no Museu Nacional, no Rio de Janeiro. O objeto recebia também os nomes zingpogandeme (assento do rei) e zinkpojandeme (assento com decoração trançada). Estima-se que tenha sido produzido na virada entre os séculos XVIII e XIX. Estava exposto numa vitrine central na Sala Kumbukumbu, da qual era o principal destaque.
As dimensões do trono eram: 100 x 70 x 40 centímetros. O número no inventário de 1844 era 6.000, identificado como um “trono de régulo africano, de madeira esculpida”.
Tratava-se de uma réplica do trono do sétimo rei de Daomé, Kpengla. Foi dado de presente por embaixadores do rei Adandozan ao então príncipe Dom João em 1810 ou 1811 e integrado ao Museu Real, antigo nome do Museu Nacional, em 1818. Estava na exposição "A diplomacia da amizade", que justamente reunia presentes africanos a Dom João.
Foi destruído no incêndio de 2018.